# Oigny-en-Valois
Oigny-en-Valois é uma comuna francesa na região administrativa de Altos da França, no departamento de Aisne. Estende-se por uma área de 11,88 km². Em 2010 a comuna tinha 162 habitantes (densidade: 13,6 hab./km²).